# Wanayasa (Kramatwatu)
Wanayasa is een bestuurslaag in het regentschap Serang van de provincie Banten, Indonesië. Wanayasa telt 4247 inwoners (volkstelling 2010).